# Zingiber tuanjuum
Zingiber tuanjuum là một loài thực vật có hoa trong họ Gừng. Loài này được Zhu Zheng Yin (祝正银, Chúc Chính Ngân) miêu tả khoa học đầu tiên năm 1984. Tên gọi trong tiếng Trung là 团聚姜 (đoàn tụ khương).

## Mẫu định danh
Mẫu định danh: Li D.Q. & Zhu Z.Y. 2602; thu thập ở cao độ 900 m, hương Xuyên Chủ (川主, tọa độ khoảng 29°35′45″B 103°27′14″Đ / 29,59583°B 103,45389°Đ) - từ tháng 12/2019 là một phần của trấn Tuy Sơn (绥山), Nga Mi Sơn, tỉnh Tứ Xuyên, Trung Quốc. Mẫu holotype lưu giữ tại Trường Trung dược tỉnh Tứ Xuyên (四川省中药学校) ở Nga Mi Sơn, Lạc Sơn, tỉnh Tứ Xuyên, Trung Quốc (EMA). Lưu ý rằng tọa độ 29°32′0″B 103°21′0″Đ / 29,53333°B 103,35°Đ mà ZRC đưa ra nằm gần núi Nga Mi là thiếu chính xác, cách Xuyên Chủ khoảng 10 km về phía tây nam.

## Từ nguyên
Tính từ định danh tuanjuum là Latinh hóa tiếng Trung 团 (tuán, đoàn) và 聚 (jù, tụ), nghĩa đen là tụ họp, tụ tập; ở đây hàm ý chỉ cành hoa bông thóc với nhiều hoa tụ tập.

## Phân bố
Loài đặc hữu Trung Quốc, được tìm thấy tại miền trung tỉnh Tứ Xuyên (Nga Mi Sơn). Môi trường sống là rừng; ở cao độ khoảng 900 m.

## Phân loại
Z. tuanjuum thuộc tổ Cryptanthium.

## Mô tả
Thân rễ phân nhánh không đều, ruột màu trắng ánh vàng. Thân giả 0,8-1,5 m. Bẹ có lông nhung áp ép. Lưỡi bẹ 2 thùy hoặc chẻ đôi, 1-2,8 cm, dạng màng, có lông nhung. Lá 7-21; cuống lá 0,5-1,5 cm; phiến lá hình mác, ít khi hình elip, 14-15 × 3,5-8,5 cm, mặt gần trục nhẵn nhụi, mặt xa trục có lông nhung áp ép, đáy hình nêm, đỉnh hình đuôi-nhọn thon. Cụm hoa mọc từ thân rễ, gần hình elipxoit, 5-7 × 2–3 cm, 12-20 hoa; cuống cụm hoa 2-6(-16) cm, có lông nhung; lá bắc màu nâu tía hoặc đỏ ánh tía, hình trứng rộng hoặc hình mác, 3,5-5,5 × 1–5 cm, thưa lông nhung áp ép, đỉnh nhọn thon, các lá bắc phía ngoài gần như xếp thành 2 dãy; lá bắc con dài bằng lá bắc, có lông nhung. Hoa không cuống. Đài hoa màu trắng, ~2,8 cm, dạng màng, chẻ 1 bên, có thùy rộng. Tràng hoa màu trắng ánh vàng; ống tràng 3,5–4 cm, họng thưa lông tơ; các thùy tràng màu trắng ánh vàng, với màu ánh đỏ ở đỉnh, hình mác, mép nguyên hoặc nhăn; thùy tràng lưng ~3,5 × 1,7 cm; các thùy tràng bên 2,5-3,5 × 0,8 cm. Cánh môi hình trứng rộng, 2,5-3,5 × 2,5-3,5 cm, màu vàng với các sọc sẫm màu, mép nguyên hoặc nhăn. Các thùy bên của cánh môi tiêu giảm, giống như răng xoăn hoặc không có. Chỉ nhị ~2 mm; bao phấn ~1,5 cm; phần phụ liên kết 1,8-2,2 cm, màu da cam; tuyến trên bầu dài 5 mm. Bầu nhụy rậm lông nhung.
Tương tự như Z. atrorubens, nhưng khác ở chỗ lưỡi bẹ và cuống cụm hoa dài hơn, cành hoa bông thóc hình elipxoit, nhiều hoa, hoa màu trắng ánh vàng, cánh môi hình trứng rộng, các thùy bên tiêu giảm hình răng xoắn hoặc không có, phần phụ liên kết dài hơn.

## Sử dụng
Được sử dụng như một loại rau.